# Glaswein (Gemeinde Großmugl)
Glaswein  im westlichen Weinviertel  in Niederösterreich ist eine Ortschaft und als Glasweiner Wald Katastralgemeinde der Gemeinde Großmugl im Bezirk Korneuburg.

## Geographie
Glaswein befindet sich etwa 35 Kilometer nordwestlich  vom Stadtzentrum von Wien und 13 km östlich von Hollabrunn in den westlichen Leiser Bergen.
Die Ortschaft liegt um die 7 km nördlich von Großmugl, an der Landesstraße L 1076 von Herzogbirbaum  nach Enzersdorf im Thale. Sie umfasst nur die 3 Gebäude von Schloss Glaswein. 
Die Gesamtfläche der zugehörigen Katastralgemeinde Glasweiner Wald beträgt 10,4 km²
Nachbarortschaften und -katastralgemeinden
| Altenmarkt im Thale (Gem. Hollabrunn, Bez. Hollabrunn) | Enzersdorf im Thale (Gem. Hollabrunn, Bez. Hollabrunn) |                                    |
| Weyerburg (Gem. Hollabrunn, Bez. Hollabrunn)           | Kompassrose, die auf Nachbargemeinden zeigt            | Ernstbrunnerwald (Gem. Ernstbrunn) |
| Füllersdorf (KG) ∗                                     | Herzogbirbaum                                          | Merkersdorf (Gem. Ernstbrunn)      |

∗ ein kurzes Stück am Rieplkreuz

## Geschichte und Kultur
Die Katastralgemeinde stellt die Latifundien von  Schloss Glaswein als Steuergemeinde dar. Mit der Abschaffung der Grundherrschaften und Schaffung der Ortsgemeinden 1848/49 wurde sie als Katastralgemeinde beibehalten.
Das Jagdschloss steht heute  steht unter Denkmalschutz.
Großmugl hat sich 2009 als Sternenlichtoase im Sinne der UNESCO-Konvention zum „Recht auf Sternenlicht“ erklärt. Das ganze Gemeindegebiet betreibt aktiven Schutz vor Lichtverschmutzung.

## Nachweise
- 31204 – Großmugl. Gemeindedaten der Statistik Austria

1. ↑  L 1076: Von der L 27 in Herzogbirbaum durch den Glasweiner Wald zur Mistelbacher Straße B 40 in Enzersdorf i.Thale und von der L 25 zur L 35 in Nappersdorf